# Herb Zgorzelca
Herb Zgorzelca – jeden z symboli miasta Zgorzelec w postaci herbu.

## Wygląd i symbolika
Tarcza herbowa jest niebieska. Z lewej i prawej strony tarczy umieszczone są mury i baszty barwy białej. Między murami na górze umieszczony jest hełm i skrzydło orła barwy stalowej. W dolnej części tarczy umieszczony jest herb Dolnego Śląska (tarcza herbowa złota, orzeł czarny).

## Historia
Do II wojny światowej miasto używało herb nadany przywilejem cesarza Zygmunta z 1433 roku i udostojniony drugim dyplomem herbowym cesarza Karola V z 1536 roku. Po podziale miasta w wyniku konferencji poczdamskiej lewobrzeżna część miasta (Görlitz), która pozostała w granicach Niemiec zachowała herb dawny, natomiast część włączona w obszar Polski (Zgorzelec) przyjęła w 1960 roku nowy herb, oparty na wzorze najstarszych pieczęci miejskich z końca XIII i początku XIV wieku. Przy zachowaniu struktury godła i jego składowych motywów wprowadzono tylko jedną zmianę, zastępując orła margrabiów brandenburskich (właścicieli miasta w XIII wieku) orłem Piastów dolnośląskich, których przedstawicielem był Henryk książę Jaworski, właściciel Zgorzelca w latach 1314-1329.

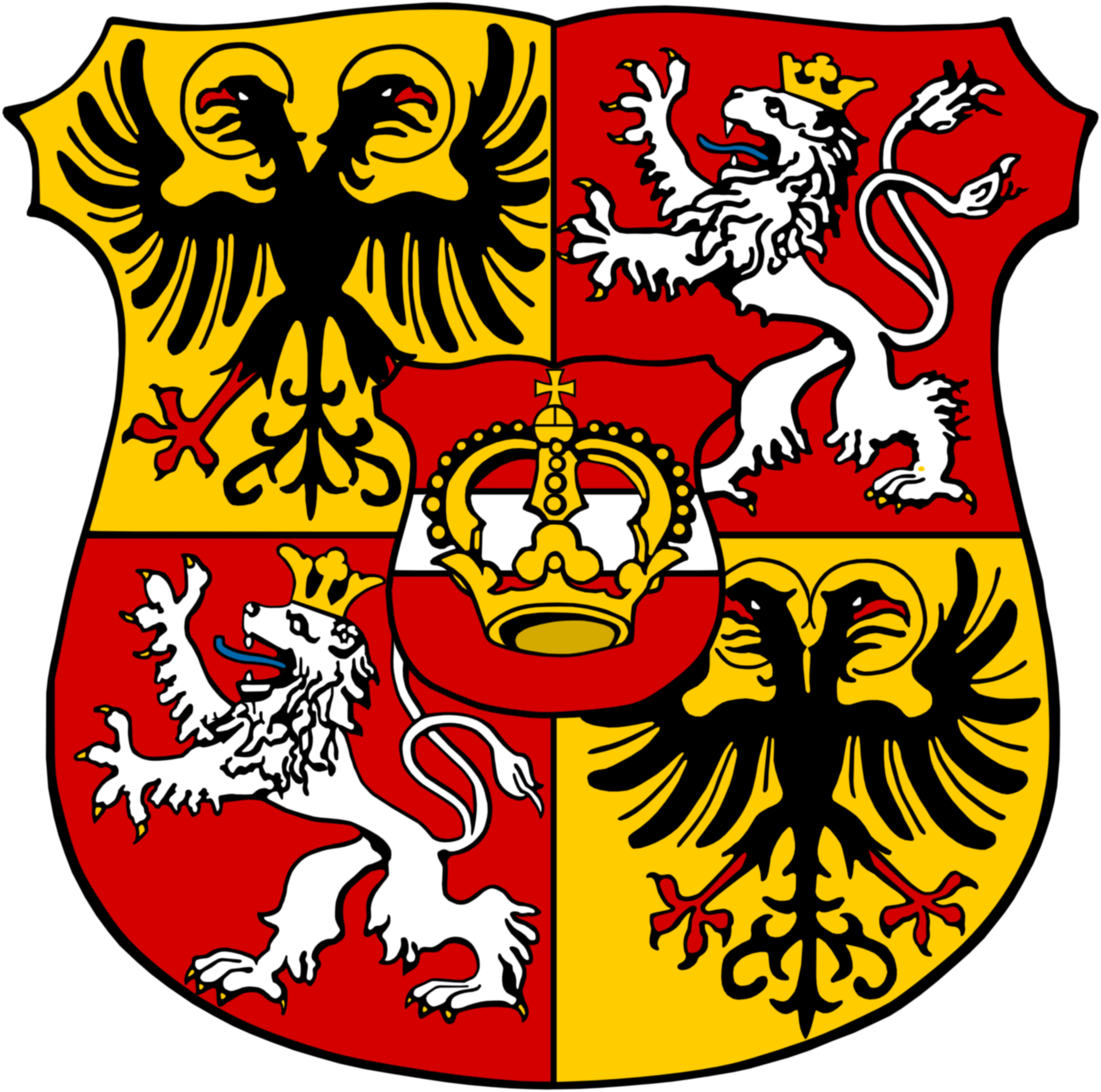
Herb miasta, używany po obu stronach Nysy Łużyckiej: stosowany od 1536 do 1945 roku.
Historyczny herb miasta, używany po II wojnie tylko przez Görlitz.
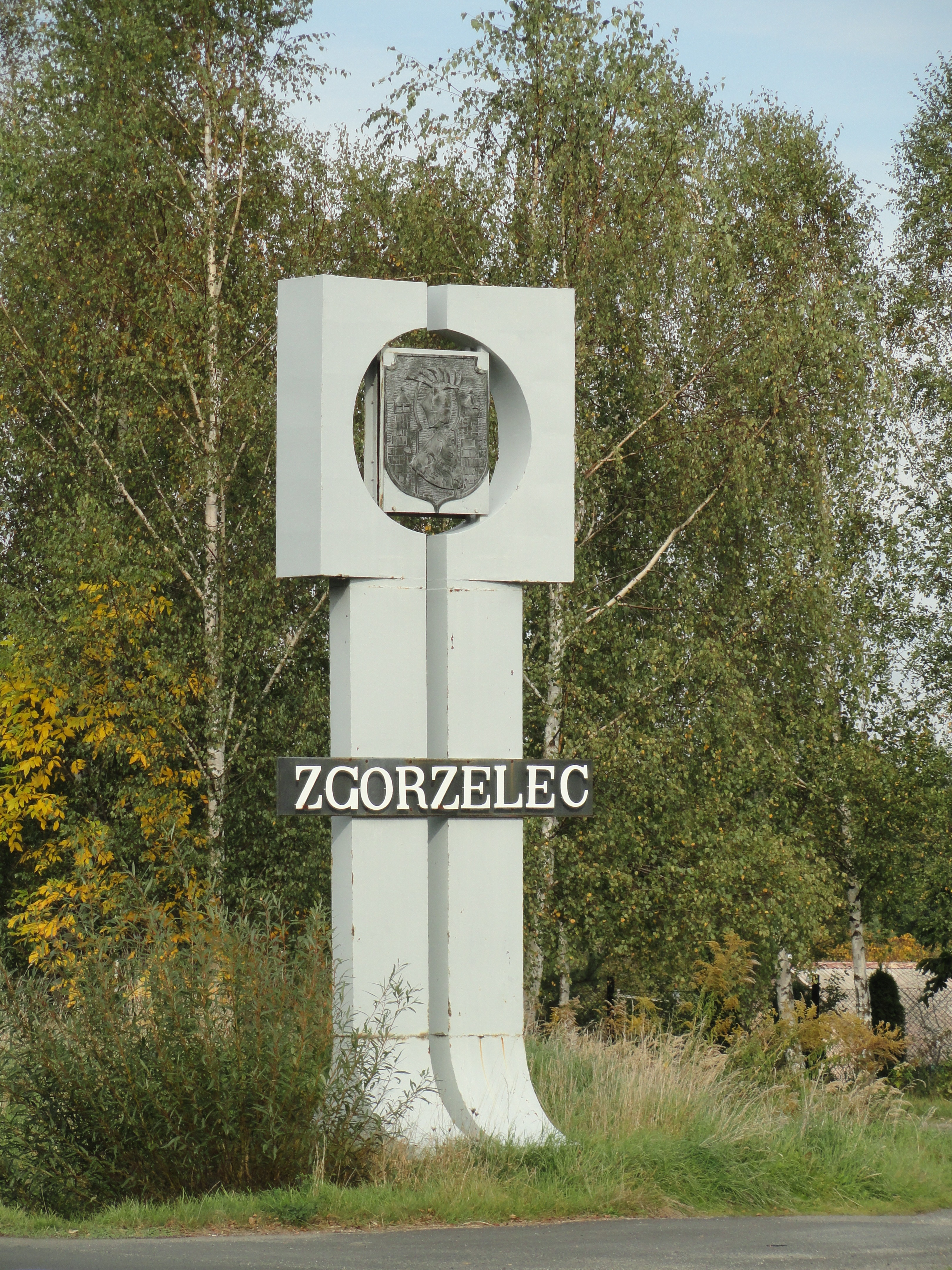
Herb na witaczu.
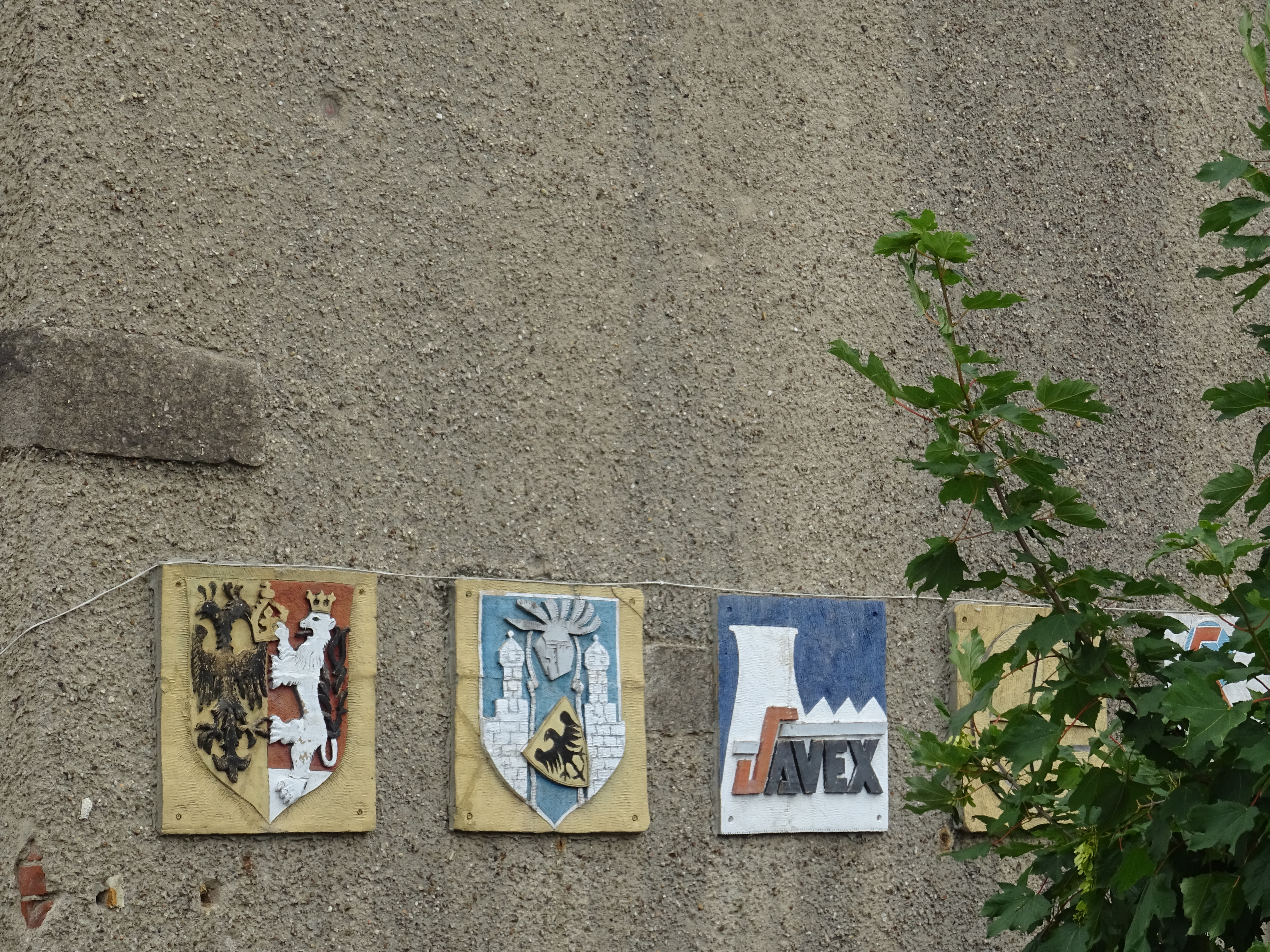
Herb Görlitz i Zgorzelca na rzeźbie WAZE Vahana Bego